# 언어유형론
언어유형론(言語類型論, 영어: linguistic typology) 또는 단순히 유형론은 언어학에서 단순하게는 세계 여러 언어들을 조사하여 그 유형을 분류하는 연구를 말한다. 더 나아가, 유형론은 단순한 조사와 분류에서 끝나는 것이 아니라, 이를 일반화하여 인간의 언어가 가지는 보편적인 성격을 탐구하는 것을 말한다.
언어학의 하나의 방법론으로써 유형론은 이러한 ‘언어의 유형을 연구하는 것’만을 의미하지는 않는다. 유형론적 연구는 형식적 혹은 논리적 연구에 맞서는 것으로 언어의 기능, 인식 구조, 화용적 성격, 역사적 성격을 중요시여기는 방법론을 말한다. 다시 말해, 형식적 문법 연구가 이론내적 개념을 기반으로 하며 언어 외적 요소를 배제하려는 것인데 비하여, 유형론은 언어 외적인 실세계의 문제를 적극적으로 끌어 들여 언어 현상을 설명하려는 방법론이다.

## 언어의 유형

### 형태론적 유형
- 분석어
  - 고립어
- 종합어
  - 굴절어
  - 교착어
  - 포합어

### 어순에 따른 유형
- VO 언어
  - SVO형
  - VSO형
  - VOS형
- OV 언어
  - SOV형
  - OSV형
  - OVS형
- V2 어순

### 주제중심성에 따른 유형
- 주제중심언어
- 주어중심언어

### 정렬에 따른 유형
- 주격-대격 언어
- 능격-절대격 언어
- 분열 능격 체계
- 오스트로네시아 정렬
- 동작성-정태성 언어
- 삼분법 언어
- 주격-절대격 언어

## 같이 보기
- 번역학
- 어순